# Каймолдин, Абдыгали
Абдыгали Каймолдин (каз. Әбдіғали Қаймолдин; 30 июня 1921, Узунбулак — 14 июля 2025) — советский военнослужащий, артиллерист, участник Великой Отечественной войны. Народный Герой Казахстана (5 мая 2023).

## Биография
Абдыгали Каймолдин родился в крестьянской семье в 1921 году в селе Узунбулак Абралинского района (по другим данным в селе Дегелен). Родители работали в колхозе.
В январе 1942 года был призван в ряды Красной Армии военкоматом Жанасемейского района Семипалатинской области. Абдыгали был отправлен в город Джамбул, в ряды формируемой в Среднеазиатском военном округе 105-й кавалерийской дивизии под командованием генерал-майора Александра Кирзимова. В июле 1942 года дивизия была передислоцирована в Гороховецкий лагерь в Горьковской области, а после была отправлена на фронт. Абдыгали был назначен на должность подносчика снарядов в расчёте 76-мм противотанковой пушки.
В сентябре 1942 года Каймолдин Абдыгали получил тяжёлое ранение в ходе обороны Сталинграда. Всего за годы войны Абдыгали был ранен четыре раза.
В июне 1943 года вступил в ряды КПСС.
Впоследствии Каймолдин Абдыгали принимал участие в боях за освобождение Украины, Прибалтики и Восточной Пруссии. Был участником сражений на пяти фронтах: Сталинградском, Воронежском, 1-м Украинском, 3-м Белорусском и 1-м Прибалтийском. Участвовал в штурме Кёнигсберга.
Весну 1945 года старшина Каймолдин встретил на должности санитарного инструктора 208-го гвардейского лёгкого артиллерийского полка 7-й гвардейской лёгкой артиллерийской бригады прорыва Резерва Верховного Главнокомандования. В дальнейшем 7-я бригада была переформирована в 3-ю артиллерийскую дивизию прорыва Прибалтийского военного округа.
Согласно наградному листу, подписанному командиром 208-го полка, 15 апреля 1945 года в окрестностях населённого пункта Гросс-Хайденкруг Восточной Пруссии старшина Каймолдин, находясь под артиллерийским и миномётным огнём, лично оказал первую помощь 8 раненым солдатам и офицерам и вынес их с поля боя. На следующий день 16 апреля при обстреле санитарной машины старшина Каймолдин перенёс из неё 3 тяжелораненых солдат в укрытие. За данный подвиг Каймолдин был награждён Орденом Красной Звезды.
В 1946 году Каймолдин был демобилизован из рядов Советской Армии.
В 1947 году Абдыгали был повторно призван в ряды Советской Армии для прохождения службы в батальоне охраны Семипалатинского испытательного полигона, подчинявшемся особому отделу Министерства государственной безопасности и дислоцированном в городе Курчатов. В данной воинской части Каймолдин находился до мая 1955 года и дослужился до звания старшего лейтенанта.
После этого Каймолдин сначала трудился в Семипалатинском областном комитете КПСС, затем — в Жанасемейском и Новопокровском районных исполнительных комитетах. С 1977 по 1982 годы работал секретарём партийного комитета совхоза «Турксиб» Жанасемейского района.
5 мая 2023 года указом Президента Казахстана Касым-Жомарта Токаева Абдыгали Каймолдину присвоено звание Халык Кахарманы.
Умер 14 июля 2025 года на 105-м году жизни.

## Награды
Абдыгали Каймолдин имеет более трёх десятков государственных наград СССР и Республики Казахстан:
- звание Халык Кахарманы — присвоено 5 мая 2023 года[7];
- Медаль «За боевые заслуги»;
- Орден Красной звезды;
- Орден Отечественной войны II степени;
- Медаль «За победу над Германией в Великой Отечественной войне 1941—1945 гг.»;
- Орден Отан;
- и другие юбилейные медали СССР и Республики Казахстан.

## Семья
Воспитали с супругой четверых детей — двоих сыновей и двух дочерей.